# Pacy-sur-Eure

Pacy-sur-Eure este o comună în departamentul Eure, Franța. În 1 ianuarie 2022 avea o populație de 4.975 de locuitori.